# الطبيب وزوجته
«الطبيب وزوجته» (بالإنجليزية: The Doctor and the Doctor's Wife)‏ قصة قصيرة من تأليف الكاتب الأمريكي إرنست همنغواي. نُشِرت القصة للمرة الأولى في عام 1925، ضمن مجموعته القصصية «في وقتنا»، وهي ثاني قصة في المجموعة تظهر فيها شخصية نيك آدامز، التي بُنِيت على شخصية همنغواي الحقيقية، بعد قصة «المخيم الهندي».
في القصة يستأجر طبيب ثلاثة عمال من الهنود الحمر لنقل قطع خشب إلى ملكيته، والخشب هو بقايا ركام سفينة محطمة على الشاطئ، وفي أثناء النقل يقول أحد العمال الهنود: «هذه الكمية التي تسرقها من الخشب كبيرة يا حكيم»، فيغصب الطبيب ويدخل في شجار مع العمال، ثُمَّ يطلب منهم أن يغادروا. بعد عودته إلى المنزل يُخبِر الطبيب زوجته بما حصل، ويخبرها بتكهُّنه أنَّ ديك - أحد العمال الهنود - تعمَّد افتعال مشاجرة حتى يتهرَّب من العمل الذي يقضي به ديونه للطبيب، لكنَّ زوجته تستبعد تكهناته وتُشكِّك في قدرة ديك على هذا العمل الخبيث. يُغادر الطبيب المنزل ليجد ابنه نيك يقرأ كتاباً في الخارج، فيُخبره أنَّ والدته طلبته في أمرٍ ما، يرفض نيك الذهاب إلى والدته ويخبره أنَّه يودُّ الذهاب معه، فيسمح له والده بالذهاب معه.